# شارلز أدولف فورتز
شارلز أدولف فورتز (26 نوفمبر 1817 - 10 مايو 1884) كان كيميائيًا فرنسيًا من الألزاس. من الأفضل تذكره بسبب دعوته التي استمرت لعقود من الزمن للنظرية الذرية وللأفكار حول هياكل المركبات الكيميائية، ضد الآراء المتشككة للكيميائيين مثل مارسيلان بيرتيلو وهنري إتيان سانت كلير ديفيل. وهو معروف جيدًا من قبل الكيميائيين العضويين بتفاعل فورتز، لتكوين روابط كربون-كربون عن طريق تفاعل هاليدات الألكيل مع الصوديوم، ولاكتشافاته إيثيل أمين، إيثيلين غليكول، وتفاعل ألدول. كان فورتز أيضًا كاتبًا ومعلمًا مؤثرًا.